# 150 Mile House
150 Mile House est une communauté canadienne de la Colombie-Britannique située dans le district régional de Cariboo.